# 森暢郎
森 暢郎（もり のぶお、1947年 - ）は、日本の建築家。元・山下設計社長。東京都生まれ、兵庫県宝塚市育ち。

## 略歴
六甲学院から神戸大学工学部建築学科に進学、1971年に同大学を卒業。1973年、神戸大学大学院工学研究科修士課程建築学専攻修了。1973年に株式会社山下寿郎設計事務所（現・山下設計）入社。2018年12月、顧問で退社。1989年、富士通川崎技術新棟でインテリジェントアワード優秀賞。1991年、野村證券横浜研修センターで建築業協会BCS賞特別賞、神奈川県建築コンクール最優秀賞。1994年、鳩ヶ谷市庁舎で埼玉県まちづくり賞。1996年、NHK広島放送センターでひろしま街づくりデザイン賞。2003年、石川県庁舎で防災システム消防長官賞。2005年、石川県庁舎で空気調和・衛生工学会技術賞（建築設備部門）。2008年、石川県庁舎で公共建築賞・国土交通大臣表彰。その他代表作にシュルンベルジェ研究所庁舎、横浜メディアビジネスセンター、TDKテクニカルセンター、練馬区庁舎、昭島市庁舎、学術総合センター、日本放送協会学園、ジェイシティ東京（神保町再開発）、オランダヒルズ森タワ－、新丸の内センタ－ビル（丸の内オアゾD棟）、バイオ・IT融合研究棟、など多数。主な団体役員歴に日本建築学会理事、日本建築学会副会長、ロングライフビル推進協会監事、日本建築家協会副会長、など。

## 著書等
- 庁舎建築（共著）市ヶ谷出版社 1996年
- 建築技術別冊、階段のスペースデザイン（共著）1997年
- 建築技術、建築家の流儀（2013年1月号から36回掲載）